# زملول يوناني
زملول يوناني (الاسم العلمي: Exobasidium yunnanense)، نسبةً إلى إقليم يونان في الصين، هو نوع من الفطريات يتبع جنس الزملول من فصيلة الزملولية.